# Pergalumna cribriger
Pergalumna cribriger är en kvalsterart som först beskrevs av Berlese 1916.  Pergalumna cribriger ingår i släktet Pergalumna och familjen Galumnidae. Inga underarter finns listade i Catalogue of Life.